# Savanur

Savanur était un État princier des Indes, dirigé par des souverains qui portaient le titre de nabab. Cette principauté subsista jusqu'en 1948 et elle est aujourd'hui intégrée à l'État du Karnataka.

## Liste des nababs de Savanur de 1796 à 1948
- 1796-1827 Aboul-Khair Khan Ier (+1827)
- 1827-1828 Abdul-Faiz Khan (+1828)
- 1828-1834 Abdul-Munawar Khan (1805-1834)
- 1834-1862 Aboul-Diler Khan (1807-1862)
- 1862-1868 Aboul-Khair Khan II (1836-1868)
- 1868-1884 Diler Khan II (1862-1884)
- 1884-1892 Abdul-Tabriz Khan (1865-1892)
- 1892-1948 Abdul-Medjid Khan II (1890-1954)